# Bessières (Haute-Garonne)
Bessières település Franciaországban, Haute-Garonne megyében. Lakosainak száma 4238 fő (2022. január 1.). Bessières Mirepoix-sur-Tarn, Roquemaure, Buzet-sur-Tarn, La Magdelaine-sur-Tarn, Montjoire és Paulhac községekkel határos.

## Népesség
A település népességének változása:
| Lakosok száma | 1456 | 1841 | 2009 | 3018 | 3625 | 3959 | 4073 | 4127 | 4194 | 4238 |
|               | 1968 | 1982 | 1990 | 2006 | 2013 | 2015 | 2017 | 2019 | 2020 | 2022 |